# Gelineostroma athrotaxis
Gelineostroma athrotaxis är en svampart som beskrevs av H.J. Swart 1988. Gelineostroma athrotaxis ingår i släktet Gelineostroma, ordningen Rhytismatales, klassen Leotiomycetes, divisionen sporsäcksvampar och riket svampar.   Inga underarter finns listade i Catalogue of Life.